# Lincoln Lewis
Lincoln Clay Lewis (24 oktober 1987) is een Australisch acteur. Hij speelde van 2007 tot en met 2010 Geoff Campbell in meer dan 500 afleveringen van de Australische televisieserie Home and Away.

## Privéleven
Lewis is geboren in Brisbane, Queensland en ging naar St Anthony's Catholic Primary School in Alexandra Hills en naar Carmel Catholic College in Thornlands (Redland City). Hij is de zoon van Wally Lewis, een voormalig Australisch rugbykampioen en sportpresentator op het Nine Network.

## Carrière
Lewis begon met acteren op 13-jarige leeftijd en had een gastoptreden in de populaire jongerenserie H2O: Just Add Water. Lewis verscheen ook in de films Voodoo Lagoon en Aquamarine. In 2007 werd hij een vast lid in de cast van Home and Away, waarin hij de rol van Geoff Campbell speelt. Hij won de "Most Popular New Male Talent Logie" op de Logie Awards in 2008.
Lewis deed ook mee aan het programma Dancing with the Stars tot hij op 23 augustus 2009 werd geëlimineerd.

## Filmografie

### Films
| Jaar | Film                                 | Rol                  | Opmerkingen |
| ---- | ------------------------------------ | -------------------- | ----------- |
| 2024 | Land of Bad                          | Jonge vliegenier     |             |
| 2023 | The Gorge                            | Josh                 |             |
| 2019 | Danger Close: The Battle of Long Tan | Private Kevin Graham |             |
| 2016 | Spin Out                             | Nic                  |             |
| 2013 | After Earth                          | Bo                   |             |
| 2012 | Bait 3D                              | Kyle                 |             |
| 2011 | 33 Postcards                         | Carl                 |             |
| 2010 | Tomorrow, When the War Began         | Kevin Holmes         |             |
| 2006 | Aquamarine                           | Theo                 |             |
| 2006 | Voodoo Lagoon                        | Aaron                |             |

### Televisie
| Jaar        | Serie               | Rol                         | Opmerkingen                          |
| ----------- | ------------------- | --------------------------- | ------------------------------------ |
| 2015        | Gallipoli           | Chook Dutton                | Miniserie                            |
| 2014        | House Husbands      | Ned                         | 9 afleveringen                       |
| 2013        | Westside            | Shealy Carver               | Pilot                                |
| 2012        | Neighbours          | Dominic Emmerson            | 6 afleveringen                       |
| 2012        | Tricky Business     | Chad Henderson              | 8 afleveringen                       |
| 2011        | SLiDE               | Dylan Gallagher             |                                      |
| 2011        | Underbelly: Razor   | Bruce Higgs                 | Seizoen 4                            |
| 2010        | Rescue: Special Ops | Sam Marcello                | Seizoen 2                            |
| 2008        | H2O: Just Add Water | Schoolvriend                | Aflevering: "Three's Company"        |
| 2008        | Saturday Disney     | Zichzelf                    |                                      |
| 2008        | Logie Awards 2008   | Zichzelf                    | Gewonnen: Best New Male Talent Logie |
| 2007 - 2010 | Home and Away       | Geoff Campbell              | Vaste cast                           |
| 2007        | Mortified           | Andre and Talking Shoe Face | Verschenen in 2 afleveringen         |
| 2003        | The Sleepover Club  | Extra                       | Verschenen in 2 afleveringen         |

## Prijzen en nominaties
- Logie Awards: winnaar "Meest populaire nieuw mannelijk talent" (2008)
- Dolly Teen Choice Awards: winnaar King of Teen (2008)